# Centro Esportivo Nova Esperança
Maillots
Le Centro Esportivo Nova Esperança est un club brésilien de football basé à Jardim dans l'État du Mato Grosso do Sul.

## Palmarès
- Championnat du Mato Grosso do Sul
  - Champion : 2002, 2004, 2005, 2011, 2013, 2014